# Schron przy Arkadzie
Schron przy Arkadzie (Szczelina przy Arkadzie, Dziura pod Arkadą) – jaskinia, a właściwie schronisko, w Dolinie Kościeliskiej w Tatrach Zachodnich. Wejście do niej znajduje się we wschodnim zboczu Wąwozu Kraków, w stoku opadającym spod Upłazkowej Turni, w pobliżu jaskini Arkada, Dziura pod Arkadą i Jaskini nad Arkadą, na wysokości 1200 metrów n.p.m. Jaskinia jest pozioma, a jej długość wynosi 6 metrów.

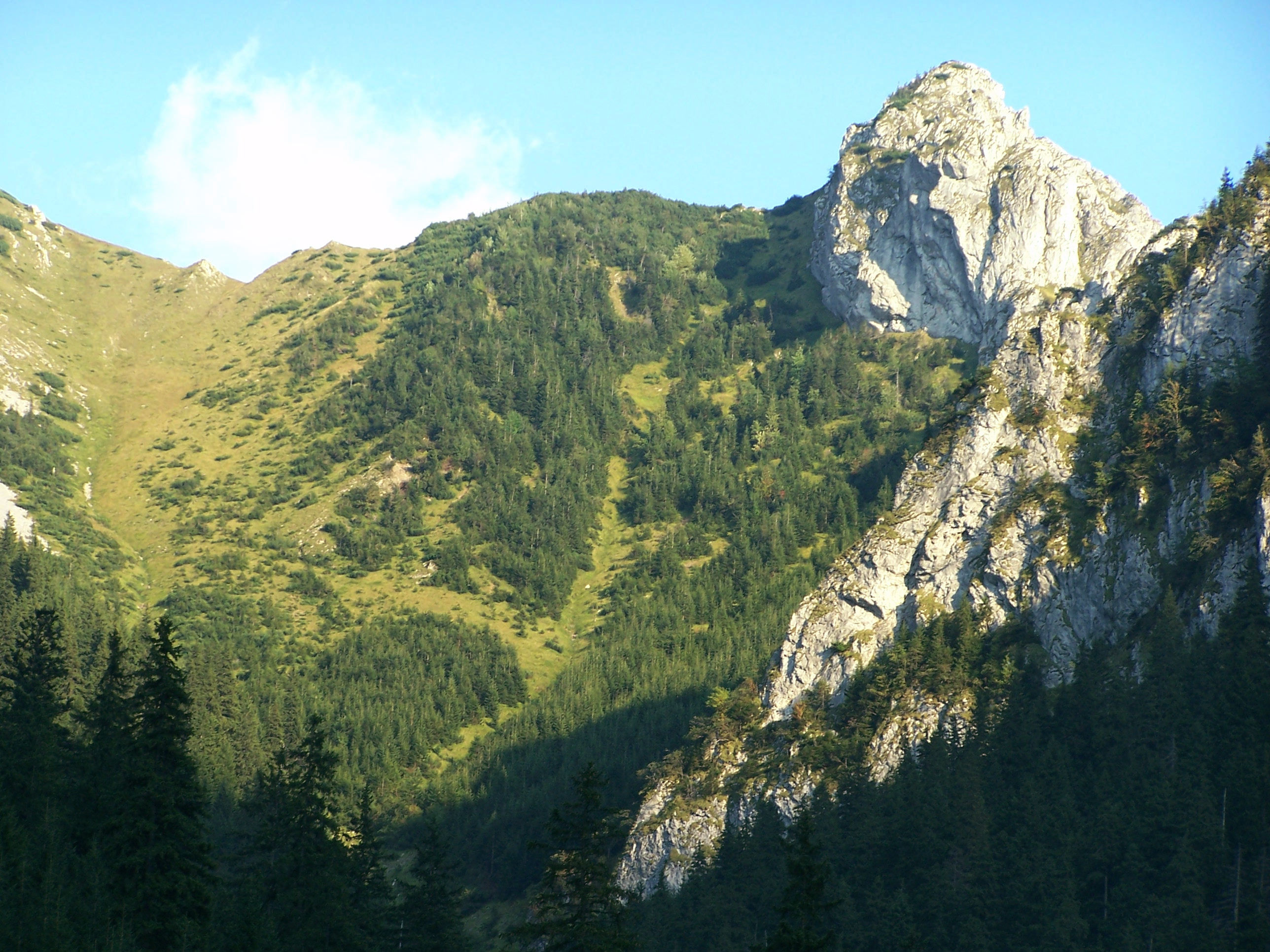
Upłazkowa Turnia

## Opis jaskini
Jaskinię stanowi szczelinowy, prosty korytarz zaczynający się w wysokim otworze wejściowym z 1,5-metrowym prożkiem. W jego stropie, niedaleko otworu wejściowego, znajduje się szczelina mająca połączenie z powierzchnią.

## Przyroda
W jaskini można spotkać nacieki grzybkowe. Ściany są wilgotne, w pobliżu otworu wejściowego rosną na nich mchy.

## Historia odkryć
Jaskinia była prawdopodobnie znana od dawna. Jej pierwszy plan i opis sporządziła E. Kuźniak przy pomocy P. Herzyka, M. Kardasia i R. Kardaś w 1977 roku.